# Strihovce
Strihovce (em húngaro: Szirtes) é um município da Eslováquia, situado no distrito de Snina, na região de Prešov. Tem 13,22 km² de área e sua população em 2018 foi estimada em 147 habitantes.

## Demografia
| Ano:        | 1994 | 2004    | 2014   | 2024    |
| ----------- | ---- | ------- | ------ | ------- |
| Broj ljudi: | 228  | 175     | 159    | 119     |
| Razlika:    |      | -23,24% | -9,14% | -25,15% |

| Ano:               | 2023 | 2024   |
| ------------------ | ---- | ------ |
| Número de pessoas: | 123  | 119    |
| Diferença:         |      | -3,25% |